# Naughty Girls (Need Love Too)
Naughty Girls (Need Love Too) (englisch für „Freche Mädchen (brauchen auch Liebe)“) ist ein Lied von Samantha Fox aus dem Jahr 1987. Es erschien im Juli 1987 auf ihrem selbstbetitelten zweiten Studioalbum sowie im Februar 1988 als fünfte und letzte Single daraus.

## Informationen
Das Lied ist ein Duett zwischen Samantha und der Hip-Hop-Gruppe Full Force. Das Lied handelt davon, wie ein freches Mädchen sich in einen Jungen verliebt.

## Chartplatzierungen
| ChartsChartplatzierungen       | Höchstplatzierung | Wochen |
| ------------------------------ | ----------------- | ------ |
| Deutschland (GfK)              | 21 (11 Wo.)       | 11     |
| Vereinigte Staaten (Billboard) | 3 (27 Wo.)        | 27     |
| Vereinigtes Königreich (OCC)   | 31 (5 Wo.)        | 5      |

| ChartsJahrescharts (1988)      | Platzierung |
| ------------------------------ | ----------- |
| Vereinigte Staaten (Billboard) | 28          |